# Заболотний Дмитро Ілліч
Дмитро Ілліч Заболотний (нар. 8 листопада 1947, Мазурівка) — український лікар-оториноларинголог, доктор медичних наук (1988), професор (1992), Заслужений діяч науки і техніки України (1997 p.), Заслужений лікар України. Директор Інституту отоларингології ім. проф. О. С. Коломійченка НАМН України (з 1985 р.).

## Біографічні відомості
Народився 8 листопада 1947 р. у с. Мазурівка Тульчинського району Вінницької області. По закінченню лікувального факультету Чернівецького медичного університету працював лікарем-отоларингологом Підволочиської ЦРЛ Хмельницької області. В Інституті отоларингології імені професора О. С. Коломійченка працює з 1975 року, де пройшов шлях від клінічного ординатора до директора. У 1979 році захистив кандидатську дисертацію «Клінічно-експериментальне обґрунтування низько-молекулярного препарату тимуса — ЛСВ для лікування хворих на алергічний риніт».
З 1985 року Д. І. Заболотний очолює Інститут отоларингології та його відділ запальних захворювань ЛОР-органів. У 1988 році захистив докторську дисертацію «Клінічно-експериментальне обґрунтування і розробка принципів комплексної терапії неспецифічних запальних і алергічних захворювань верхніх дихальних шляхів з використанням імуномодулятора типу фенілімідазотіазолу». У 1992 році йому присвоєно вчене звання професора. Д. І. Заболотний — заслужений лікар України (1997).

## Наукова та громадська діяльність
Основні напрямки наукової діяльності вченого- практика пов'язані з проблемами оториноларингології, імунології, алергології, онкології. Він — ініціатор, координатор та один з авторів розробки і впровадження новітніх технологій кохлеарної імплантації для реабілітації глухих, широкого використання ензимотерапії, природних та синтетичних імуномодуляторів в отоларингології, нових підходів до специфічної імунотерапії з розробкою і використанням цілого спектра вітчизняних алергенів, нових методів ендоскопічної хірургії на ЛОР-органах, удосконалення складних краніофасціальних оперативних втручань у хворих з ЛОР-онкопатологією. Під його керівництвом працює великий і згуртований інститутський колектив (близько 700 чоловік), який розв'язує складні наукові і практичні питання оториноларингології.
З перших днів аварії на ЧАЕС під керівництвом та за безпосередньої участі Д. І. Заболотного в інституті вивчають вплив малих доз радіації на ЛОР-органи та організм у цілому на основі експериментальних та клінічних досліджень. Результати електрофізіологічних досліджень у ліквідаторів наслідків аварії на ЧАЕС та мешканців забруднених територій лягли в основу двотомної монографії «Состояние ЛОР-органов при радиационных авариях и катастрофах» (СПб., 1996).
Автор понад 500 наукових праць, зокрема 7 монографій, 10 підручників та посібників, понад 50 винаходів. Серед його учнів — 35 докторів і кандидатів медичних наук.
Основні наукові праці
- «Новоутворення вуха: клініка, діагностика, лікування»(1997 р.);
- «Оториноларингологія»(1999 р.);
- «Теоретические аспекты генеза и терапии хронического тонзиллита» (1998 р.);
- «Алергічний риніт. Етіологія, патогенез, специфічна діагностика» (2000 р.);
- «Хропіння та його лікування» (2004 р.);
- «Дитяча амбулаторна оториноларингологія» (2005 р.);
- «Сенсоневральна приглухуватість» (2007 р.)

Академік НАМН України, професор Д. І. Заболотний є представником від України, Білорусі та Молдови у Виконавчому комітеті Європейської Федерації оториноларингологічних товариств та членом Правління Світової Федерації Українських лікарських товариств.

## Нагороди
- Орден «За заслуги» II ст. (1 грудня 2017) — за значний особистий внесок у державне будівництво, соціально-економічний, науково-технічний, культурно-освітній розвиток Української держави, вагомі трудові досягнення, багаторічну сумлінну працю[2]
- Державна премія України в галузі науки і техніки 2012 року — за роботу «Технології діагностики і лікування алергічних захворювань органів дихання із застосуванням вітчизняних препаратів алергенів» (у складі колективу)[3]
- Орден «За заслуги» III ст. (7 листопада 2007) — за значний особистий внесок у розвиток охорони здоров'я і медичної науки, впровадження в практику нових методів лікування, підготовку висококваліфікованих наукових кадрів та з нагоди 60-річчя від дня народження[4]
- Заслужений діяч науки і техніки України (19 серпня 1997) — за вагомі особисті здобутки у праці, високу професійну майстерність та з нагоди шостої річниці незалежності України[5]
- Почесна грамота Верховної Ради України, Почесна грамота Кабінету Міністрів України, Почесна грамота Голови м. Києва, Почесні грамоти Президії АМН України та колегії МОЗ України.